# 陸上幕僚監部
陸上幕僚監部（日语：／ Rikujō Bakuryō Kanbu），簡稱陸幕，為日本防衛省所屬的陸上自衛隊指揮參謀機構，相當於各國的陸軍參謀部或陸軍司令部。

## 簡介
做為防衛省架構下的一個特殊機關，陸上幕僚監部的職責是作為防衛大臣的幕僚機關，負責防衛警備計劃的制定以及部隊運營的調整等。
陸上幕僚監部的首長為陸上幕僚長（相當於上將），其所在地為市谷駐屯地。陸幕的主要構成人員為陸上自衛官。陸上幕僚副長通常由曾任師團長等職位的陸將（相當於中將）出任，其使命為陸上幕僚長無法行使職責時代行其職務以及監督幕僚監部日常工作。幕僚副長離任後經常會榮陞為方面隊總監。
與日本帝國陸軍時期由陸軍省分擔軍政、參謀本部分擔軍令所相似。陸上自衛隊形成了首先由陸幕監部對雙方的事項制定計劃、然後由防衛省內部機構對其進行調整的雙重過程。

## 歷史
- 1950年（昭和25年）8月14日 - 警察預備隊成立。其中設置了總隊，指揮官稱總隊總監，階級為警察監。
- 1952年（昭和27年）8月1日 - 保安廳成立。其中設置了第一幕僚監部，首長稱第一幕僚長，階級為保安監。
- 1954年（昭和29年）7月1日 - 防衛廳成立。其中設置了陸上幕僚監部，首長稱陸上幕僚長，階級陸將。

## 組織機構
至2014年度
- 監理部（部長：陸将補，少將軍階）
  - 總務課
  - 会計課
- 人事部（部長：陸将補）
  - 人事計画課
  - 補任課
  - 募集・援護課
  - 厚生課
- 運用支援・情報部（部長：陸将補）
  - 運用支援課
  - 情報課
- 防衛部（部長：陸将補）
  - 防衛課
  - 情報通信・研究課
- 装備部（部長：陸将補）
  - 装備計画課
  - 武器・化學課
  - 通信電子課
  - 航空機課
  - 需品課
  - 施設課
- 教育訓練部（部長：陸将補）
  - 教育訓練計画課
  - 教育訓練課
- 衛生部（部長：陸将補），即軍醫
  - 企画室
- 監察官（陸将補）
- 法務官（陸将補），即軍法官
- 警務管理官（日语：警務管理官）（1等陸佐，上校軍階），即憲兵總監（英语：Provost marshal）
- 開發官（陸将補）

## 主要幹部
| 官職名                     | 階級                   | 姓名       | 補職發布日 | 前職           |                                                |
| -------------------------- | ---------------------- | ---------- | ---------- | -------------- | ---------------------------------------------- |
| 陸上幕僚長                 | 陸上幕僚長陸將（上將） | 吉田圭秀   | 東京大学   | 2021年3月26日  | 陸上総隊司令官                                 |
| 陸上幕僚副長               | 陸将（中將）           | 山根寿一   | 防大33期   | 2021年12月22日 | 第3師団長                                      |
| 監理部長                   | 陸将補（少將）         | 岸良知樹   | 防大38期   | 2021年9月30日  | 中部方面総監部幕僚副長                         |
| 人事教育部長               | 陸将補                 | 藤岡史生   | 防大36期   | 2021年12月22日 | 陸上自衛隊幹部候補生学校長 兼 前川原駐屯地司令 |
| 運用支援・訓練部長         | 陸将補                 | 戒田重雄   | 防大35期   | 2020年8月25日  | 第1空挺団長 兼 習志野駐屯地司令                |
| 防衛部長                   | 陸将補                 | 松永浩二   | 防大36期   | 2021年12月22日 | 統合幕僚監部運用部副部長                       |
| 装備計画部長               | 陸将補                 | 上田和幹   | 防大35期   | 2021年12月22日 | 北部方面総監部幕僚長 兼 札幌駐屯地司令         |
| 指揮通信システム・情報部長 | 陸将補                 | 足立吉樹   | 防大36期   | 2020年8月25日  | 陸上幕僚監部指揮通信システム・情報部付         |
| 衛生部長                   | 陸将補                 | 森知久     | 防医大15期 | 2021年3月26日  | 自衛隊仙台病院長                               |
| 監察官                     | 陸将補                 | 松本英樹   | 防大36期   | 2021年3月26日  | 第4師団副師団長 兼 福岡駐屯地司令              |
| 法務官                     | 陸将補                 | 篠村和也   | 防大33期   | 2022年3月17日  | 第2師団副師団長 兼 旭川駐屯地司令              |
| 警務管理官                 | 1等陸佐（上校）        | 長谷塲修也 | 防大35期   | 2020年12月22日 | 西部方面警務隊長                               |